# Babeș-Bolyaiuniversiteit
De Babeș-Bolyaiuniversiteit (Roemeens: Universitatea Babeș-Bolyai, Hongaars: Babeș–Bolyai Tudományegyetem) in de Roemeense stad Cluj-Napoca is de grootste publieke instelling voor hoger onderwijs in Transsylvanië. De veeltalige universiteit telt circa 45.000 studenten en 2100 stafmedewerkers, verdeeld over 21 faculteiten. De Babeș-Bolyaiuniversiteit is aangesloten bij de Santandergroep. De tolkopleiding is aangesloten bij de European Masters in Conference Interpreting.

## Geschiedenis
De instelling ontstond in 1959 uit een fusie van een Roemeenstalige en een Hongaarstalige universiteit, die respectievelijk naar de patholoog Victor Babeş en de wiskundige János Bolyai waren genoemd. De Babeșuniversiteit was de oudste van beide: deze instelling dateert van 12 mei 1919, zij het dat ze aanvankelijk de naam van koning Ferdinand I droeg (Universitatea Regele Ferdinand I). De Bolyaiuniversiteit werd in 1945 opgericht.
Ook voor 1919 bestond hier een universiteit: in 1872 kreeg de stad, die toen nog in Hongarije lag en Kolozsvár heette, de tweede universiteit van het land toebedeeld, die in 1881 de Koninklijke Frans Jozef-universiteit (Magyar Királyi Ferenc József Tudományegyetem) ging heten. Maar ook deze instelling had voorlopers: de huidige Babeș-Bolyaiuniversiteit vermeldt in haar zegel het jaartal 1581, het jaar waarin de Zevenburgse vorst Stefanus Báthory hier een jezuïetencollege stichtte, dat echter maar kort bestaan heeft. De eerste instelling die met zoveel woorden een universiteit heette was de Duitstalige Universität Klausenburg , die in 1776 door Maria Theresia werd opgericht, maar ook deze heeft niet lang bestaan. Dat geldt niet voor de Frans Jozef-universiteit: deze universiteit, die ondanks de aspiraties van de toenmalige Roemeense minderheid geheel Hongaarstalig was, leeft voort in de huidige Universiteit van Szeged. Na het verlies van Transsylvanië zagen de Hongaren zich immers genoodzaakt de universiteit te verplaatsen. In 1940, nadat de stad opnieuw Hongaars was geworden, keerde de Frans Jozef-universiteit voor vijf jaar naar haar oorspronkelijke standplaats terug: in die jaren moest de Ferdinand I-universiteit op haar beurt uitwijken naar Sibiu en Timișoara. Na de terugkeer van de Roemeense Ferdinand I-universiteit en het hernieuwde vertrek van de Frans Jozef-universiteit, kreeg eerstgenoemde instelling de naam Babeșuniversiteit.
Na de Tweede Wereldoorlog kreeg de Hongaarse minderheid aanvankelijk haar eigen Bolyaiuniversiteit, maar deze werd in 1959 gedwongen om samen te gaan met de Roemeense universiteit. Aan de resulterende Babeș-Bolyaiuniversiteit werd de Hongaarstalige inbreng gaandeweg steeds verder teruggebracht. Tegenwoordig is de instelling meertalig. Veel Hongaren ijveren echter voor de terugkeer van een volledig Hongaarstalige universiteit, omdat op bestuurlijk niveau de Roemeenstaligen zouden domineren. De verhoudingen tussen de taalgemeenschappen zijn niet vrij van spanningen: eind 2006 werden er enkele docenten ontslagen die in de gebouwen Hongaarstalige aanwijsbordjes naast de Roemeense hadden aangebracht.

## Faculteiten
De universiteit telt 21 faculteiten: wiskunde en informatica, natuurkunde, scheikunde en toegepaste chemie, biologie en geologie, milieuwetenschappen, geschiedenis en filosofie, psychologie en onderwijswetenschappen, politicologie en bestuurskunde, letteren, theater en televisie, rechten, economie, lichamelijke opvoeding en sport, sociologie en sociaal werk, business school, orthodoxe theologie, Grieks-katholieke theologie, rooms-katholieke theologie en protestantse theologie. Er is geen faculteit geneeskunde: oorspronkelijk had de Bolyaiuniversiteit deze wel, maar deze verhuisde in 1945 wegens ruimtegebrek naar Târgu Mureș om drie jaar later van de universiteit te worden afgesplitst.
De meeste faculteiten bieden in meer dan één taal een opleiding aan. Aan 19 faculteiten kan een Roemeenstalige opleiding gevolgd worden, aan 17 een Hongaarstalige, aan negen een Duitstalige en aan vier een Engelstalige. Alleen de vier theologische faculteiten en de Business School zijn eentalig.

## Gebouwen en instellingen
Het hoofdgebouw van de universiteit is een ontwerp van Károly Meixner en werd in 1903 voltooid. Het gebouw herbergt naast de aula magna onder meer een geologische en paleontologische collectie.
De universiteitsbibliotheek werd in 1872 opgericht en is sinds 1909 gevestigd in haar huidige gebouw, een ontwerp van Kálmán Giergl en Flóris Korb. Het is de grootste bibliotheek van Transsylvanië. Tot de collectie behoort het oudste Roemeense boek, de Vier Evangeliën van Coresi (Tetraevangheliarul lui Coresi) uit 1562. De bibliotheek draagt tegenwoordig de naam van de filosoof en dichter Lucian Blaga.
De botanische tuin omvat 14 hectare met meer dan 10.000 plantensoorten van over de hele wereld. Hij is genoemd naar Alexandru Borza.

## Eredoctoren
Tot de nog levende eredoctoren van de Babeș-Bolyaiuniversiteit behoren paus Benedictus XVI (2007), oud-EP-voorzitter Hans-Gert Pöttering (2006), de Oostenrijkse kardinaal Christoph Schönborn (2007) en de Zwitserse chemicus en Nobelprijswinnaar Richard Ernst.